# Ivan Strinić
Ivan Strinić (Split, 1987. július 17.–) világbajnoki ezüstérmes horvát válogatott labdarúgó, 2011–2014 között az ukrán Dnyipro Dnyipropetrovszk, majd három éven át az SSC Napoli játékosa volt, jelenleg az AC Milan játékosa. Posztját tekintve bal oldali védő.

## Pályafutása

### Klubcsapatokban
Labdarúgó pályafutását a Hajduk Splitben kezdte. 2006 és 2007 között a francia Le Mans ifjúsági csapatában játszott. A 2007/08-as idényben a Hrvatski Dragovoljacnál szerepelt. 2008-ban visszaigazolt a Hajdukba és három szezont töltött a Splitieknél. 

## Válogatott
Utánpótlásszinten szerepelt a horvát U17-es, u18-as U19-es és U21-es válogatottban is. A felnőtt válogatottban 2010. május 19-én debütált egy barátságos mérkőzésen Ausztria ellen.
Az Európa-bajnoki keretszűkítést követően a szövetségi kapitány Slaven Bilić nevezte őt a 2012-es Eb-re készülő 23 fős keretébe.